# 民主社会主义论坛
民主社会主义论坛（德語：Forum Demokratischer Sozialismus，缩写为fds）是德国左翼党的一个派系。2002年，第二次革新论坛成立，作为民主社会主义党内部的一个讨论平台。2005年7月16日，该平台更名为民主社会主义论坛。2007年2月，在斯特凡·利比希的带领下，该论坛重组为左翼党.民社党的一个派系。该派系主张民主社会主义，被认为是左翼党内部的改革派。